# 売血
売血（ばいけつ）とは、自らの血液を有償で採血させる行為のこと。日本では1950年代から1960年代半ばまで輸血用血液の大部分を民間血液銀行が供給していたが、その原料は売血で賄われていた。

## 日本での売血

### 前史
1930年に内閣総理大臣の濱口雄幸が暴漢に銃撃された際、輸血によって一命を取り留めたことから一般に輸血治療が知られるようになった。そして、全国に輸血のための血液を売る商売が出現し、政府からも問題視された。そこで、内務省衛生局は、血を売ろうとする者の年齢や健康状態、疾患の有無などの条件をつけて取り締まることとした。

### 売血の開始と乾燥血漿の製造
1940年代ごろまでの日本における輸血の方法は直接輸血（枕元輸血）と呼ばれる供血者を患者の元に派遣し、その場で採血と輸血を行う方法であった。直接輸血の供血者は濱口雄幸のように近親者や知人だった場合もあったが、そのほかにドナー登録された供血者を病院に派遣し、直接輸血によって病院から出た謝礼の一部を手数料として受け取る「輸血協会」と呼ばれる業者を利用するケースがあり、これが日本の売血の当初の形であった。
一方、第二次大戦開戦当時のアメリカでは保存可能な輸血用製剤として血液から血球を除去した血漿をフリーズドライ乾燥した乾燥血漿が既に普及しており、日本でも遅れて1943年より乾燥血漿の製造が古畑種基、緒方富雄の指導の下、陸軍軍医学校によって細々と開始された。この乾燥血漿の製造には血液が必要であり、当時は戦争協力のための献血として集められていた。
終戦後、占領軍司令部の協力のもと、東京都血漿研究所（のち、衛生研究所）が新宿区百人町に組織され、旧陸軍軍医学校の設備が引き継がれたが、財政上の都合で2年で廃止となった。その後、その技術者の多くが竹内寿恵が経営する日本製薬に移籍した。
この日本製薬は1949年に芝浦で、次いで1950年6月に立石で乾燥血漿の原料調達のための有償採血（売血）を開始している。

### 血液銀行
血液銀行とは直接輸血に変わる間接輸血（保存血輸血）のために、予め採血しておいた血液を保存、必要に応じて供給する機関である。
1951年2月26日、日本で最初の血液銀行は大阪で、日本ブラッドバンクによって開業された。当時、手術に必要な血液は患者個人が高額で「買う」ものだった。

#### 民間商業血液銀行
日本赤十字社が日赤血液銀行（現・赤十字血液センター）を設立した1952年前後、四国を除く日本各地に設立された。日赤血液銀行が血液の無償提供を呼びかける一方、商業血液銀行は血液を買い取るため、日赤血液銀行の無償供血者数は激減した。

#### 主な民間商業血液銀行
- 広島血液銀行（→ジェイ・エム・エス）
- 日本ブラッドバンク（→ミドリ十字）
- ニチヤク血液銀行（→日本製薬）
- 富士臓器製薬（→H.U.グループホールディングス）
- 福岡血液銀行（→アステム）
- 富士血液銀行（→やまひろクラヤ三星堂）
- 日本中部ブラッドバンク・愛知輸血研究所（→日中物産）
- 相互ブラッド・バンク（→ビー・エム・エル）
- 化血研血液銀行（→化学及血清療法研究所[注釈 1]）

### 預血制度
あらかじめ健康な時に血液を預けておき、本人や家族などに輸血が必要となったときに払い戻しを受ける方法。
預血すると、預血証書が血液銀行から発行され、血液が必要なときには預血した量の血液はいつでも使うことができた。この預血証書は他人に譲渡することができたため、手術などで輸血が必要であるにもかかわらず供血者を確保できない場合に、預血証書を買い求める患者の友人や家族が現れ売買が成立した。また、血液銀行から供血者に支払われる「見舞金」目的の預血もあったため、売血の規制が厳しくなった後でも預血制度を悪用した売血的行為が行われていた。
民間商業血液銀行だけでなく、日本赤十字社も献血手帳に供給欄を設け、「あなたやあなたのご家族が輸血を必要とされるとき、この手帳で輸血が受けられます」と表記し、献血を推進してきた。なお、1982年（昭和57年）4月、日本赤十字社の献血手帳から供給欄が削除された。

### 黄色い血
日本で輸血用血液を売血で賄っていた当時、金銭を得るために過度の売血を繰り返していた人たちの血液には黄色い血との俗称がついた。黄色は肝炎の症状である黄疸、また血漿自体の色が黄であることから、赤血球数が回復しない短期間で再び売血することにより、その血液が黄色く見えたことに由来する。広く知られるきっかけとなったのが、ライシャワー事件である。
1960年代初頭には、まだ感染症の検査が不十分だったことに加え、売血者はそのほとんどが所得の低い肉体労働者であった。この層では覚醒剤の静脈注射が蔓延しており、注射針の使いまわしなどによるウイルス性肝炎の感染が広がっていた。血液を買い取る血液銀行と売血者双方のモラルは低く、加えて売血者集めは暴力団の資金源でもあった。こういったことから貧血や、明らかな肝障害を無視しての雑な売血が横行していた。
結果としてウイルスに汚染された輸血用血液が出回り、医療現場では輸血後肝炎が頻発していた。輸血時に肝炎を合併するリスクは一説には20%もあったとされ、当時は医師達もこれを、手術の際などには当然甘受すべきリスクとしていたほどである。
1962年には、高校生や大学生を中心とした売（買）血追放運動が各地で起こり「黄色い血追放キャンペーン」が張られた。
そのような状況の中、1964年、ライシャワー駐日アメリカ合衆国大使が刺される事件がおきた。大使は一命をとりとめたが、手術時の輸血により、輸血後肝炎を発症したことが明らかになる。そうした動きにより、提供者のモラルが期待できる献血制度へと血液行政は大きく舵を切ることとなった。1964年に閣議で輸血用血液を献血でまかなうことが決定され、5年後の1969年に売血が終息している。
現在、日本では売血は禁止されている。かつては献血の記念品として、クオカードや図書券といった換金性のある金券が渡されていたが、2002年に公布・施行された「安全な血液製剤の安定供給の確保等に関する法律（血液法）」に抵触するため、現在は行われていない。ただし、日本赤十字社による表彰制度や、ガラス器、ガラス盃、食品などの贈呈、飲料やドリンクバーの無料提供などは現在でも行われている。
その一方で、HIVなどの感染症検査は保健所で匿名かつ無料で受けられるにもかかわらず、感染症の検査目的で献血する者が見受けられるなど、売血とは別の面でのモラル低下は深刻である。なお感染症の有無は献血者に知らされず、感染が確認された血液は廃棄される。

### 日本における売血終焉
1964年以降売血は急速に減り、1968年には売血由来の輸血用血液の製造が終了した。民間血液銀行の預血制度は存続したため、預血制度が廃止され輸血用血液が完全に献血由来のものに切り替わったのは1974年のことである。
一方、血漿分画製剤用としては、1990年に原料の献血移行が行われるまで製薬会社による有償採漿が行われていたため、実質的には1974年以降も売血が存続していた事になる。最後まで有償採漿を行っていたミドリ十字は1990年7月27日、日本製薬は同年9月21日にそれぞれ終了している。
献血のみでは特殊用途の免疫グロブリン製剤が不足するため、アメリカなど売血が行われている国から血液製剤の原料血漿が輸入されている。近年では代替医薬品として人の血液を利用しない遺伝子組み換え製剤が開発されており、自給率の向上に寄与している。
- 1964年8月21日 「献血の推進について」閣議決定。
- 1968年 売血による輸血用血液の製造が終了。
- 1974年 民間血液銀行の預血制度廃止。国内の輸血用血液が全て献血由来のものに切り替わった。
- 1990年 血漿分画製剤製造のための有償採漿終了。日本国内における売血が終了した。
- 2002年7月31日 「安全な血液製剤の安定供給の確保等に関する法律（血液法）」[13] 改正公布。有料での採血等が禁止された[14]。
- 2003年7月31日 「安全な血液製剤の安定供給の確保等に関する法律（血液法）」施行。

## 中国での売血
中国では、売血によるHIV感染が大きな問題としてクローズアップされている

。
中国での輸血用血液確保は、1920年代以来登場した専業供血者によって多くを賄ってきた。これは、採血を受けることだけによって収入を得る職業的売血者である。このほか、実際には農民や無職者も売血に参加していた。
感染血が問題となり始めたため、政府は1980年代から1990年代にかけて公民義務献血によって血液を確保するという方針を進めた。職場ごとに献血量が割り当てられるというものである。この政策の結果、献血ノルマが達成できない職場が報酬を出して献血者を募るというケースが出現し、結果的に売血制度に近い状態が再び生まれることになった。また、それ以前の売血行為も依然として地方では残ったままだった。
このような状況の中、いくつかの省では血液の確保及び経済を活性化させるために海外の製薬会社を招致し、貧しい農民に成分献血を実施させて貧困対策とする「血漿経済」が官民一体となって行われていたが、輸血を受けた者や献血を実施した者がHIVに感染していたという事件が発生し、特に河南省では数百万人の感染者が発生したとされている。
成分献血では必要成分以外を供血者の体内に戻すが、衛生観念に乏しい採血所が乱立し、そこではコスト削減のために遠心分離機を消毒せず、複数の供血者の血液を混合して処理した上で体内に戻すという危険な方法をとっており、更には注射針や血液袋の使いまわしにより売血者の間でHIVが伝播していったのである。
「血漿経済」を推進した当時の河南省省長である李長春を筆頭とする幹部達はこの問題について隠ぺい工作や情報封鎖を実施して責任を回避しており、感染者は放置されている状況である。
政府は献血法を1997年に可決、翌1998年に施行して、輸血用血液の献血シェアは2004年の時点で71.5%まで上昇しているが、献血率の高い都市部に比較して地方での献血率の低さが目立っている。2005年、中国政府は今後3年以内にすべての血液を献血でまかなうこととするとの方針を発表した。

## アメリカでの売血
アメリカでは、全血及び血液成分製剤用の血液は、アメリカ赤十字の血液センター及び各病院が自家用に設置している病院内血液センターで賄われている。
一方、血漿分画製剤用の血液は、バクスター社 などの大手製薬会社や独立系企業が設置している民間血液銀行（プラズマセンターと呼ばれる）において賄われている。アメリカの血液銀行は、現在もFDAの許認可の下に運営されている。
感染防止策として、以下のような対策が講じられている。
- 供血者の身元を確認する。
- 初回は検査の採血のみとして血液検査を行う。（病原体の存在の有無がはっきりする）数か月後に検査結果を供血者本人に通知し、採血基準に合格した者のみから採血する。供血者には中長期にわたり、一定の生活レベルの維持が要求される場合がある。
- プラズマセンターをスラム街や売春宿に近接する地域、不特定多数の短期居住者が存在する地域には設置せず、学生街や高級住宅地、宗教に対し保守的な地方など比較的感染リスクが少ない地域に設置する。

血液製剤の輸出も行われている。